# Simu Liu

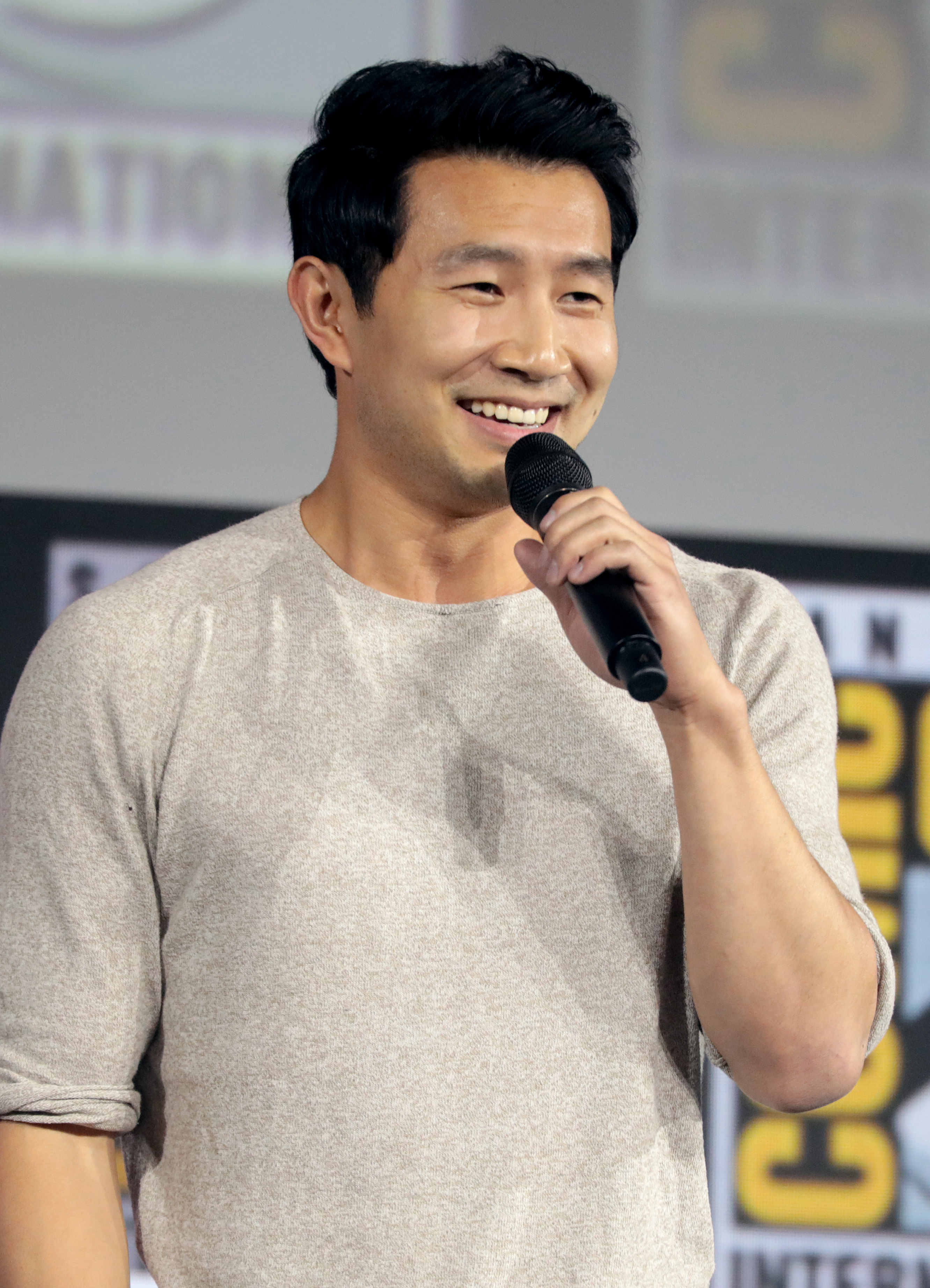
Simu Liu (2019)

Simu Liu (chiń. 刘思慕; pinyin Liú Sīmù; ur. 14 kwietnia 1989 w Harbinie) – kanadyjski aktor chińskiego pochodzenia, który wystąpił m.in. w filmie Shang-Chi i legenda dziesięciu pierścieni.

## Filmografia

### Filmy
| Rok  | Tytuł                                          | Rola       | Reżyser               | Uwagi |
| ---- | ---------------------------------------------- | ---------- | --------------------- | ----- |
| 2013 | Pacific Rim                                    | Extra      | Guillermo del Toro    |       |
| 2021 | Rewolucja przegranych kobiet (Women Is Losers) | Gilbert    | Lissette Feliciano    |       |
| 2021 | Shang-Chi i legenda dziesięciu pierścieni      | Shang-Chi  | Destin Daniel Cretton |       |
| 2021 | Bright: Samurai Soul                           | Izo (głos) | Kyohei Ishiguro       |       |
| 2023 | Simulant                                       | Casey      | April Mullen          |       |
| 2023 | Jedyna miłość razy dwa (One True Loves)        | Sam        | Andy Fickman          |       |
| 2023 | Barbie                                         | Ken        | Greta Gerwig          |       |
| 2024 | Mój pies Artur (Arthur The King)               | Leo        | Simon Cellan Jones    |       |

### Telewizja
| Rok       | Tytuł                                      | Rola                     | Uwagi      |
| --------- | ------------------------------------------ | ------------------------ | ---------- |
| 2012      | Nikita                                     | policjant                | 1 odc.     |
| 2013      | Magazyn 13                                 | barman                   | 1 odc.     |
| 2013      | Played                                     | strzelec                 | 1 odc.     |
| 2013      | Katastrofa w przestworzach                 | kontroler ruchu          | 1 odc.     |
| 2014      | Piękna i Bestia                            | EMT                      | 1 odc.     |
| 2015      | Blood and Water                            | Paul Xie                 | w gł. obs. |
| 2015      | Make It Pop!                               | Randy                    | 1 odc.     |
| 2016–2021 | Kim's Convenience                          | Jung Kim                 | gł. rola   |
| 2017      | Uprowadzona                                | Faaron                   | 10 odc.    |
| 2017      | Orphan Black                               | pan Mitchell             | 1 odc.     |
| 2017      | Dark Matter                                | Technik                  | 1 odc.     |
| 2017      | Slasher: Guilty Party                      | Luke                     | 2 odc.     |
| 2017      | Bad Blood                                  | Guy                      | 3 odc.     |
| 2018      | The Expanse                                | por. Paolo Mayer         | 1 odc.     |
| 2018      | Yappie                                     | Tom                      | w gł. obs. |
| 2019      | Przepis na amerykański sen                 | Willie                   | 1 odc.     |
| 2020      | Awkwafina Is Nora from Queens              | Garbage Boy              | 1 odc.     |
| 2021      | Corner Gas Animated                        | Gerald Mesmerizer (głos) | 1 odc.     |
| 2021      | Gwiezdne wojny: Wizje (Star Wars: Visions) | Zhima (głos)             | 1 odc.     |
| 2025      | Niezwyciężony (Invincible)                 | Paul Cha / Multi-Paul    | 3 odc.     |